# 3949 Mach
3949 Mach eller 1985 UL är en asteroid i huvudbältet som upptäcktes den 20 oktober 1985 av den tjeckiske astronomen Antonín Mrkos vid Kleť-observatoriet i Tjeckien. Den är uppkallad efter den österrikiske fysikern Ernst Mach.